# Aulnay (Vienne)
Aulnay is een gemeente in het Franse departement Vienne (regio Nouvelle-Aquitaine) en telt 106 inwoners (2009). De plaats maakt deel uit van het arrondissement Châtellerault.

## Geografie
De oppervlakte van Aulnay bedraagt 7,9 km², de bevolkingsdichtheid is dus 13,4 inwoners per km².
De onderstaande kaart toont de ligging van Aulnay (Vienne) met de belangrijkste infrastructuur en aangrenzende gemeenten.

## Demografie
Onderstaande figuur toont het verloop van het inwonertal (bron: INSEE-tellingen).